# مونیکا آمبروژاک
مونیکا آمبروژاک (لهستانی: Monika Ambroziak؛ زادهٔ ۱۴ مه ۱۹۷۱) بازیگر و خواننده اهل لهستان است.
از فیلم‌ها یا مجموعه‌های تلویزیونی که وی در آن‌ها نقش داشته‌است، می‌توان به پیمان ورشو، خانه کشیش، خودِ زندگی، در خیابان سپولنی، ماگدا ام.، ع چون عشق، طایفه، کمیسر آلکس، نامه به بابا نوئل و پسرها گریه نمی‌کنند اشاره نمود.